# Sylvester Seeger-Hansen
Sylvester Seeger-Hansen (født 5. december 1994) er en dansk fodboldspiller, der spiller for Boldklubben Frem. 

## Karriere

### Akademisk Boldklub
Den 6. juni 2016 blev det offentliggjort, at Sylvester Seeger-Hansen skiftede til Akademisk Boldklub.

### Boldklubben Frem
Den 27. juni 2023 blev det offentliggjort, at Sylvester Seeger-Hansen skiftede til Boldklubben Frem. Sylvester spillede sin Frem debut mod Næsby Boldklub den 5. august 2023.